# Dear Zoe
Dear Zoe (bra: Querida Zoe) é um filme americano de drama de 2022 dirigido por Gren Wells, baseado em um roteiro de Marc Lhormer e Melissa Martin. É uma adaptação do livro homônimo de 2005 escrito por Philip Beard. É estrelado por Sadie Sink, Theo Rossi, Kweku Collins, Jessica Capshaw, Justin Bartha e Vivien Lyra Blair.

## Enredo
Tess DeNunzio, de quinze anos, mora em Pittsburgh, Pensilvânia, com sua família mesclada: seu padrasto, David, que se casou com a mãe de Tess, Elly, quando Tess tinha cinco anos, e sua meia-irmã mais nova, Em, uma aluna da primeira série. O pai biológico de Tess, Nick, mora perto, em um bairro mais pobre; ele foi casado por um breve período com Elly depois que Tess nasceu, mas os dois se divorciaram quando Tess era pequena. Depois que Zoe, meia-irmã de três anos de Tess, morreu em um acidente enquanto Tess deveria estar cuidando dela, Tess ajudou David a cuidar de Em enquanto Elly enfrentava uma depressão. A família faz terapia junta, embora Tess ainda sinta uma dor aguda e sinta que foi excluída da dor de David e Elly. Isolada e carregando o fardo da morte de Zoe, Tess chega ao limite quando descobre que sua mãe começou a flertar com Justin, um balconista de supermercado muito mais jovem por quem Tess tem uma queda. Tess então vai morar com Nick, mesmo sentindo culpa por ter abandonado Em. Nick não tem um emprego fixo, mas cria pastores alemães, e Tess começa a cuidar de um cachorrinho que chama de Frank. Nick leva Tess para a escola todos os dias em sua caminhonete enferrujada e concorda em levar Em da escola para casa para que Tess e Em possam passar algum tempo juntas. Tess e Nick vão à igreja juntos, mas um hino lembra Tess do 11 de setembro, data em que sua irmã mais nova Zoe morreu, e ela sai correndo da igreja gritando e chorando.
Tess se sente atraída por um adolescente que mora ao lado de seu pai, Jimmy Freeze. Um dia, ela conversa com ele na varanda e Jimmy diz que conhece o pai de Tess. Ela lhe oferece uma cerveja, mas seu pai a impede e diz para ela não sair com Jimmy Freeze. Quando um cara suspeito chamado Travis carregando um maço de dinheiro se aproxima de Tess na varanda, Tess percebe que seu pai está traficando drogas na traseira de sua caminhonete. Tess confronta seu pai e, embora ele não pare de vender drogas, deixa Travis com um olho roxo por aparecer em sua casa. Uma noite, Jimmy sobe na janela de Tess e os dois fumam maconha juntos. Ele revela que luta para se dar bem com o pai e a madrasta e foi mandado para uma instituição correcional. Ele também discute a morte de sua mãe, embora Tess não conte a ele sobre Zoe. Eles dão um beijo de boa noite e Jimmy, frequentemente, continua a subir pela janela de Tess à noite, mas ela mantém seu "relacionamento" em segredo de seu pai.
O verão começa e Em se sente abandonada porque só vê Tess nas caronas da escola para casa. David pede que Tess ligue para sua mãe; eles começam a conversar semanalmente e Tess observa que ambos estão melhorando. Num telefonema, a mãe de Tess diz que tem medo de perder Tess, e Tess promete que não vai acontecer. Embora Tess sinta falta de Em e de sua mãe, ela continua morando com o pai porque é mais fácil não lembrar de Zoe lá. Jimmy consegue para Tess um emprego de verão em um parque de diversões onde ele também trabalha. Logo, Jimmy diz a Tess que a ama, e Tess diz que ama ele também. Um dia, Tess encontra Em e David no parque de diversões, e Em dá a Tess o tratamento do silêncio. Embora Tess se sinta culpada, ela está tendo o melhor verão de sua vida.
Na noite do aniversário de 16 anos de Tess, Nick liga para dizer a Tess que foi preso, assim como Jimmy. Tess percebe que Jimmy vende drogas com o pai. No aniversário dela, sua mãe traz presentes e Tess conta a ela sobre o parque e Jimmy. Elly vai embora e, quando o pai de Tess e Jimmy voltam para casa, acidentalmente atropelam Frank com o caminhão. Nick leva Frank ao veterinário e Jimmy fica com ela. A intimidade deles aumenta e, quando eles começam a fazer sexo pela primeira vez, o barulho da cabeceira da cama e a memória de Frank sendo atropelado pelo caminhão desencadeiam as memórias de Tess sobre a morte de Zoe. Eles param de fazer sexo e Tess conta a Jimmy a história da morte de Zoe: Tess perdeu o ônibus e sua mãe a instruiu a cuidar de Zoe do lado de fora. Elas estavam brincando e então Tess correu para dentro de casa para assistir às imagens dos ataques do 11 de setembro na TV. Quando ela correu de volta para fora, Zoe saiu do meio-fio e foi atropelada por um carro. Não havia sangue, mas Zoe morreu de hemorragia interna. Tess se sente responsável por sua morte e diz que matou a irmã. Depois que ela conta a história a Jimmy, ele diz a Tess que ainda a ama. Nick liga mais tarde para dizer que Frank ficará bem.
Mais tarde naquela noite, Tess acorda Nick e diz que precisa ver uma foto de Zoe. Nick leva Tess até sua antiga casa e, depois que Tess entra, ela percebe que vai ficar. Ela sobe na cama com Em, que mostra a Tess que está dormindo com a foto de Zoe debaixo do travesseiro. Nick deixa Tess ficar com Frank e, depois de se despedirem, Tess fica na grama onde Zoe ficou após o acidente de carro. Tess volta a morar com a mãe e David e continua a frequentar a igreja com o pai. Ela vê Jimmy o tempo todo, embora eles não tenham feito sexo novamente. Tess, sua mãe, David e Em consultam um terapeuta como uma família. Ela carrega consigo a foto de Zoe e olha para ela quando quer. No final, Tess demonstra estar aprendendo a conviver com sua dor e perda, aparentando estar melhor de seu luto.

## Elenco
- Sadie Sink como Tess DeNunzio[4]
- Theo Rossi como Nick DeNunzio[4]
- Kweku Collins como Jimmy[4]
- Jessica Capshaw como Elly Gladstone[4]
- Justin Bartha como David Gladstone[4]
- Vivien Lyra Blair como Emily Gladstone[4]
- Mckenzie Noel Rusiewicz como Zoe Gladstone[4]
- Tanyell Waivers como Vicky[4]

## Produção
As gravações começaram em outubro de 2019 em Pittsburgh, Pensilvânia, e foram concluídas em novembro de 2019. O filme passou um longo período de pré-produção, com o livro originalmente adquirido em 2010. Grande parte da produção do filme era nativa de Pittsburgh.

## Lançamento
O filme foi lançado nos cinemas e sob demanda a partir do dia 4 de novembro de 2022. Foi lançado em DVD em 13 de dezembro de 2022, já em Blu-ray em 14 de fevereiro de 2023.

## Recepção
No site agregador de críticas Rotten Tomatoes, 71% das 14 avaliações dos críticos são positivas, com uma classificação média de 6,0/10.